# Jakob Christian Zethner
 Der er for få eller ingen kildehenvisninger i denne artikel, hvilket er et problem. Du kan hjælpe ved at angive troværdige kilder til de påstande, som fremføres i artiklen.

Jakob Christian Zethner (født 16. maj 1964, død 27. januar 2024) var en dansk bassanger.
Han studerede sang og klaver i Norge og Ungarn samt på Det Jyske Musikkonservatorium og på National Opera Studio i London. Han debuterede i 1996 på Aldeburgh-festivalen i Storbritannien som Collatinus i Benjamin Brittens Lucretias voldførelse og som koncertsolist i 1998 i Danmark fra Det Jyske Musikkonservatorium. Siden havde han mange roller på operaer i Storbritannien, Danmark, Tyskland, Italien og Norge, deriblandt på Royal Opera, Longborough Festival Opera, Den Jyske Opera, Kieleroperaen, Eutiner Festspiele. I Italien på operaerne i Torino, Cagliari, Bolzano, Modena og Piacenza. I Frankrig på Opera Royal Versailles samt i Norge på Bergen Nationale Opera og på den Norske Opera i Oslo og Opera Østfold. Han gæsteoptrådte flere gange på Det Kongelige Teater, samt på den Islandske Opera og den store internationale Armel Operafestival i Budapest. Zethner var en efterspurgt og alsidig solist og optrådte med alle førende symfoniorkestre i Danmark, samt ledende orkestre i Norge (Trondheim Symfoniorkester, Det Norske Kammerorkester, UK ( Welsh National Orchestra, Birmingham Symphonic Orchestra) og Italien (RAI) samt Det Hollandske Radioorkester ( Conzertgebouw) i værker som Haydns Skabelsen, Verdis Requiem, Dvořáks Requiem, Händels Messias, Bachs passioner og Mozarts Requiem og messer.
Zethners kernerepertoire lå i basso cantante-faget, såsom Sarastro i Tryllefløjten, Colline i La Boheme, Sparafucile og Monterone i Rigoletto og Rodolfo i Vincenzo Bellinis Søvngængersken, samt Raimondo i Lucia di Lammermoor. Han modtog flere legater og priser bl.a. Wilhelm Hansen Legatet, Erna Hamiltons Legat og Einar Hansen Prisen.